# Wspólnota energetyczna
Wspólnota Energetyczna (w przeszłości Wspólnota Energetyczna Południowo-Wschodniej Europy) – wspólnota ustanowiona pomiędzy Unią Europejską i państwami trzecimi dla rozszerzenia unijnego wewnętrznego rynku energii na Europę Południowo-Wschodnią i inne obszary. 

## Działalność
Traktat ustanawiający Wspólnotę Energetyczną został podpisany w Atenach 25 października 2005. Wszedł w życie 1 lipca 2006. Strony umowy zobowiązały się do wdrożenia dorobku unijnego w tej dziedzinie, w celu rozwinięcia adekwatnych ram regulacyjnych i liberalizacji ich rynków energii w zgodzie z dorobkiem traktatowym.
Członkami Wspólnoty Energetycznej są: Unia Europejska, Albania, Bośnia i Hercegowina, Macedonia Północna, Czarnogóra, Serbia, Kosowo, Mołdawia i Ukraina. Ponadto jedno lub kilka państw członkowskich Unii Europejskiej może uczestniczyć we Wspólnocie Energetycznej na wniosek Rady Ministerialnej. Państwa trzecie mogą być przyjmowane jako obserwatorzy. Obecnie Komisja Europejska prowadzi negocjacje z Gruzją ws. przystąpienia. Siedziba sekretariatu Wspólnoty znajduje się w Wiedniu.
Traktat stosuje się do terytorium stron oraz do terytorium podlegającym jurysdykcji Tymczasowej Misji Administracyjnej Narodów Zjednoczonych w Kosowie.

## Dyrektorzy Sekretariatu
- 2007–2012 – Slavtcho Neykov
- 2012–2021 – Janez Kopač(inne języki)
- od 2021 – Artur Lorkowski

## Zadania Wspólnoty Energetycznej
- stworzenie stabilnych ram prawnych i handlowych sprzyjających inwestycjom w celu umożliwienia stabilnych i stałych dostaw energii,
- stworzenie jednolitej przestrzeni regulacyjnej dla wymiany energii sieciowej,
- zwiększenie bezpieczeństwa dostaw w tym obszarze i rozwijanie stosunków z krajami sąsiadującymi,
- poprawienie efektywności energetycznej i ochrony środowiska związanych z energią sieciową oraz rozwijanie odnawialnych źródeł energii,
- zwiększanie konkurencji na rynkach energii sieciowych.